# Иер-сюр-Амби
Иер-сюр-Амби (фр. Hières-sur-Amby) — коммуна во Франции, находится в регионе Рона — Альпы. Департамент коммуны — Изер. Входит в состав кантона Кремьё. Округ коммуны — Ла-Тур-дю-Пен.
Код INSEE коммуны — 38190. Население коммуны на 2006 год составляло 1153 человека. Населённый пункт находится на высоте от 193 до 429 метров над уровнем моря. Муниципалитет расположен на расстоянии около 410 км юго-восточнее Парижа, 36 км восточнее Лиона, 80 км северо-западнее Гренобля. Мэр коммуны — M. Patrick Chollier, мандат действует на протяжении 2008—2014 гг.
Динамика населения (INSEE):